# The Lost Footage of Leah Sullivan
 (décembre 2023).
Pour plus de détails, voir Fiche technique et Distribution.
The Lost Footage of Leah Sullivan est un film américain réalisé par Burt Grinstead et Anna Stromberg, sorti en 2018.

## Fiche technique
- Titre original : The Lost Footage of Leah Sullivan
- Réalisations : Burt Grinstead et Anna Stromberg
- Scénario : Burt Grinstead et  Anna Stromberg
- Musique :
- Société de production :
- Pays d'origine :  États-Unis
- Langue originale : Anglais
- Genre : horreur
- Durée : 87 minutes
- Date de sortie : 2018

## Distribution
- Anna Stromberg : Leah Sullivan
- Burt Grinstead : Patrick Rooke
- Maureen Keiller : Margaret Stromberg
- Jim Driscoll : Harold Noel